# Dieci note in riva al mare
Dieci note in riva al mare è il decimo album del cantante siciliano Gianni Celeste, cantato in lingua napoletana, pubblicato nel 1991.

## Tracce
1. W l'estate
2. L'amante no
3. 'Na malatia
4. Te voglio troppo bene
5. Tuorne cca
6. 'Ncopp' 'a spiaggia
7. Sulo
8. Ti prego no
9. Nun cunusci 'o bene
10. Moro pe tte